# Alliance Touareg Niger-Mali
 (septembre 2009).
Si vous disposez d'ouvrages ou d'articles de référence ou si vous connaissez des sites web de qualité traitant du thème abordé ici, merci de compléter l'article en donnant les références utiles à sa vérifiabilité et en les liant à la section « Notes et références ».
L'Alliance Touareg Niger-Mali (A T N M) est une union politique et militaire entre touareg de l'Adrar des Ifoghas du Mali et touareg du Niger a été créée à l'issue réunion qui a eu lieu les 25, 26 et 27 juillet 2007 dans le Nord du Niger.

## Personnalités
Ibrahim Ag Bahanga est considéré comme le chef de l'ATMN. Auparavant, Il a été l'un des fondateurs en 2006 de l'Alliance démocratique du 23 mai pour le changement (ADC).
Le lieutenant-colonel de la Garde nationale Hassan Ag Fagaga, signataire des accords d'Alger, a déserté, le 30 août 2007, l'armée malienne et rejoint Ag Bahanga, son cousin.
Hama Ag Sid'Ahmed est porte-parole, chargé des Relations Extérieures de l'ATMN. Il est aussi le beau-père de Ag Bahanga.

## Objectif
L'ATNM "porte les revendications politiques communes des Touareg du Niger et Mali et mettront tout en œuvre pour la reconnaissance de la spécificité culturelle, sociale et politique des Touareg du Niger et du Mali".
L'alliance rejette les Accords d'Alger (2006).

## Activité
- 6 mai 2008 : à l'Est de Gouraram, au Nord-Est du Niger, affrontement avec l'armée Nigérienne.
- 6 mai 2008 : attaque de la caserne de Diabaly, région de Ségou (Mali)
- 6 mai 2008 : attaque de la caserne militaire de Diabaly à 395 km de Bamako (Mali).
- 20 décembre 2008 : attaque d'un poste militaire samedi à Nampala (nord du Mali) ("9 morts et 12 blessés" dans les rangs de l'armée et "11 morts et de nombreux blessés" parmi les "assaillants", selon le ministère de la Défense)